# HD 196885
HD 196885 (HR 7907 / HIP 101966 / SAO 106360) es una estrella de la constelación del Delfín localizada a 31 segundos de arco de ι Delphini.
De magnitud aparente +6,39, no posee denominación de Bayer ni número de Flamsteed, siendo conocida por sus diversos números de catálogo.
Se encuentra a 107,6 años luz del sistema solar.
En 2005 se descubrió un planeta extrasolar en órbita alrededor de esta estrella.

## Características
HD 196885 es una estrella blanco-amarilla con una luminosidad 2,47 veces mayor que la del Sol. Tiene una masa de 1,33 masas solares y un diámetro un 79% más grande que el diámetro solar.
Su velocidad de rotación es de al menos 8,0 km/s.
Su elevada luminosidad, característica de una estrella subgigante, indica que es una estrella más evolucionada que el Sol con una edad estimada de 2000 ± 500 millones de años.
De tipo espectral F8IV, su temperatura superficial es de 6340 K.
Su contenido metálico, expresado como [Fe/H], es un 62% mayor que el del Sol; asimismo, su abundancia relativa de litio es claramente superior al de nuestra estrella (logє[Li] = 2,58), hecho que no es especialmente notable ya que el Sol parece estar empobrecido en litio respecto a otras estrellas de disco.
En 2011 se descubrió que HD 196885 tiene una compañera estelar, HD 196885 B, una enana roja de tipo M1V que orbita a una distancia aproximada de 20 UA respecto a la estrella primaria.
A su vez, HD 196885 constituye una estrella doble junto a BD+10 4351, de magnitud +10,4.
La separación visual entre ellas es de más de un minuto de arco.
Si están gravitacionalmente ligadas, BD+10 4351 estaría situada a una distancia mínima de 6300 UA de la binaria HD 196885, lo que plantea serias dudas sobre si forman un verdadero sistema estelar.

## Sistema planetario
Alrededor de la estrella principal del sistema, HD 196885 A, se descubrió en 2007 un planeta joviano (HD 196885 Ab) con una masa estimada de 2,98 veces mayor que la masa de Júpiter.
Completa una órbita cada 1326 días —3,6 años— a una distancia media de 2,6 UA.
| Acompañante (En orden desde la estrella) | Masa (MJ)   | Período orbital (días) | Semieje mayor (UA) | Excentricidad |
| ---------------------------------------- | ----------- | ---------------------- | ------------------ | ------------- |
| HD 196885 Ab                             | 2,98 ± 0,05 | 1326 ± 3,7             | 2,6 ± 0,1          | 0,48 ± 0,02   |